# Hybocoptus
Genre
Hybocoptus est un genre d'araignées aranéomorphes de la famille des Linyphiidae.

## Distribution
Les espèces de ce genre se rencontrent en Europe et en Afrique du Nord.

## Liste des espèces
Selon World Spider Catalog (version 24.5, 18/01/2024) :
- Hybocoptus corrugis (O. Pickard-Cambridge, 1875)
- Hybocoptus dubius Denis, 1950
- Hybocoptus ericicola (Simon, 1882)

## Systématique et taxinomie
Ce genre a été décrit par Simon en 1884 dans les Theridiidae.

## Publication originale
- Simon, 1884 : Les arachnides de France. Paris, vol. 5, p. 180-885 (texte intégral).